# Арт Гілкі
Артур Карр «Арт» Гілки (англ. Arthur Karr Gilkey; 25 вересня 1926, Колорадо, США — 10 серпня 1953, Чогорі, Пакистан) — американський науковець: доктор геологічних наук (посмертно), альпініст — учасник американської експедиції на К2 1953 року.

## Біографія
Народився другою дитиною в сім'ї Мілдред і Герберта Джеймса Гілкі. Виріс в Еймсі (штат Айова), там же у 1949 році здобув вищу освіту в галузі геології у коледжі Університету Айови, в якому його батько (професор) очолював кафедру теоретичної та прикладної механіки. Продовжив навчання в аспірантурі Колумбійського університету. У 1950 році здобув ступінь магістра за дослідження, проведені на Льодовиковому полі Джуно (Аляска). У 1951 році коштом і за завданням Комісії з атомної енергії США провів геологічні дослідження в районі гірського масиву Зуні (Нью-Мексико), які лягли в основу його докторської дисертації «Fracture Pattern of the Zuni Uplift» (з англ. «Структура складчастості височини Зуні»).
У 1953 отримав запрошення в експедицію Чарльза Г'юстона на К2. До запрошення Арт провів три сезони у національному парку Гранд-Тітон, працюючи гірським гідом у Національній школі альпінізму Петцольдта — Екзама (Petzoldt-Exum School), і був знаний сходженням на Вежу Диявола, а також поруч блискучих сходжень у хребті Тітон. У складі учасників експедиції Г'юстона Гілкі вважався одним з найпрацездатніших альпіністів, але несподівано для всіх після п'яти днів, проведених у Таборі VIII (7770 метрів) через штормову погоду, у нього розвинувся тромбоз глибоких вен, і 10 серпня керівник експедиції ухвалив решення про негайну евакуацію Арта вниз, попри відсутність зовнішніх чинників. Під час транспортування Артура довелося ненадовго залишити у крутому кулуарі, де раніше стався зрив усіх учасників команди. Його, загорнутого у спальний мішок, який був обмотаний розірваним наметом, застрахували на схилі за допомогою двох увігнаних у сніг льодорубів, проте альпіністи, які повернулися за ним, знайшли замість Гілкі тільки слід лавини, що недавно зійшла.
Останки Арта Гілкі виявили учасники експедиції Роджера Пейна рівно 40 років потому (у 1993 році) біля підніжжя Південної стіни К2.

## Пам'ять
На честь Артура Гілкі названий досліджений ним льодовик на Алясці (Gilkey Glacier), вершина у парку Гранд-Тітон (Gilkey Tower), його ім'ям названо однойменний меморіальний фонд (Arthur K. Gilkey Memorial Fund), яким розпоряджається Американський альпклуб, із коштів якого надається матеріальна допомога науковцям, які провадять дослідження з гірничої тематики.
Пам'яті Гілкі учасниками експедиції 1953 року на стику льодовиків Балторо та Годвін-Остен — місці Базового табору більшості всіх наступних експедицій на К2 — був зведений пам'ятний тур, який згодом названо його ім'ям і який став пам'ятником усім загиблим на К2.